# Thành thúc Vũ
Thành thúc Vũ (chữ Hán: 郕叔武 hay 成叔武), tên thiệt là Cơ Vũ (姬武) trở thành quân chủ khai quốc của nước Thành chư hầu nhà Chu.

## Thân thế
Ông là người con trai thứ bảy của Chu Văn vương, em trai của Chu Vũ vương, anh em cùng mẹ gồm mười người: Bá Ấp Khảo, Chu Vũ vương, Quản thúc Tiên, Chu công Đán, Thái thúc Độ, Tào thúc Chấn Đạc, Thành thúc Vũ, Hoắc thúc Xử, Vệ Khang thúc, Nhiễm quý Tái. Phong tại nước Thành, nay thuộc huyện Thành Vũ, tỉnh Sơn Đông, nhất thuyết tại đông bắc huyện Ninh Dương.